# Lake Oesa
Lake Oesa är en sjö i Kanada.   Den ligger i provinsen British Columbia, i den centrala delen av landet, 3 000 km väster om huvudstaden Ottawa. Lake Oesa ligger 2 262 meter över havet. Arean är 0,10 kvadratkilometer.
Trakten runt Lake Oesa består i huvudsak av gräsmarker. Trakten runt Lake Oesa är nära nog obefolkad, med mindre än två invånare per kvadratkilometer.